# Arturas Mastianica
Arturas „Arthur“ Mastianica (* 30. Juli 1992 in Vilnius) ist ein litauischer Geher. Er ist Inhaber des Nationalrekords auf der 50-km-Distanz.

## Sportliche Laufbahn
Arturas Mastianica sammelte 2009 erste internationale Wettkampferfahrung im Gehen. 2010 belegte er den siebten Platz über 10 km bei den nationalen Hallenmeisterschaften. 2011 gewann er Bronze über 3000 Meter bei den gleichen Meisterschaften. Im Juni verbesserte er sich auf eine Zeit von 44:45 min auf der 10-km-Distanz. 2012 verbesserte er sich auf der 20-km-Distanz auf eine Zeit von 1:32:41 h. Ein Jahr darauf steigerte er sich auf 1:28:49 h und war damit für die U23-Europameisterschaften in Tampere qualifiziert, bei denen er allerdings disqualifiziert wurde. 2015 bestritt er seinen ersten Wettkampf über 50 km in einer Zeit von 4:11:47 h, auf die er sich fortan hauptsächlich fokussierte. Im März 2016 gelang ihm mit einer Zeit von 4:04:49 h die Qualifikation für die Olympischen Sommerspiele in Rio de Janeiro, bei denen er den Wettkampf allerdings nicht beenden konnte.
2017 gewann Mastianica im Februar bei den nationalen Hallenmeisterschaften über 5000 Meter seinen ersten Litauischen Meistertitel. Im Mai steigerte er sich auf 4:01:56 h und war damit in London zum ersten Mal für die Weltmeisterschaften qualifiziert, ohne das Rennen beenden zu können. 2018 war er zum ersten Mal für die Europameisterschaften qualifiziert, bei denen er im August in Berlin an den Start ging. Dabei stellte er in 3:58:29 h eine neue Bestzeit auf und belegte im Ziel den 14. Platz. Im September gewann er über 10 km seinen zweiten nationalen Meistertitel. Auch 2019 konnte Mastianica seine Bestzeit über 50 km steigern. Ende September nahm er in Doha zum zweiten Mal an den Weltmeisterschaften teil. Während er 2017 in London das Rennen aufgeben musste, kam er diesmal als 15. ins Ziel. 2021 stellte er im März eine neue Bestzeit von 3:48:24 h auf. Damit unterbot er den dreizehn Jahre alten Nationalrekord sind und schaffte zudem die Qualifikation für die Olympischen Sommerspiele in Tokio. Nach den Spielen will er zukünftig auf Wettkämpfe über 50 km verzichten und stattdessen auf die 20-km-Distanz wechseln. Im August trat er schließlich bei den Spielen an und beendete den Wettkampf auf dem 31. Platz. 2022 nahm er bei den Weltmeisterschaften in den USA teil und belegte über die erstmals ausgetragene 35-km-Distanz den 33. Platz. Über die gleiche Distanz trat er einen Monat später bei den Europameisterschaften in München an, kam dort allerdings nicht über Platz 41 hinaus. Anschließend ging er auch über die 20-km-Distanz an den Start. Den Wettkampf beendete er auf dem 16. Platz.

## Wichtige Wettbewerbe
| Jahr                | Veranstaltung             | Ort                 | Platz               | Disziplin           | Zeit                |
| Startet für Litauen | Startet für Litauen       | Startet für Litauen | Startet für Litauen | Startet für Litauen | Startet für Litauen |
| ------------------- | ------------------------- | ------------------- | ------------------- | ------------------- | ------------------- |
| 2013                | U23-Europameisterschaften | Tampere             |                     | 20 km Gehen         | DSQ                 |
| 2016                | Olympische Sommerspiele   | Rio de Janeiro      |                     | 50 km Gehen         | DNF                 |
| 2017                | Weltmeisterschaften       | London              |                     | 50 km Gehen         | DNF                 |
| 2018                | Europameisterschaften     | Berlin              | 14.                 | 50 km Gehen         | 3:58:29 h           |
| 2019                | Weltmeisterschaften       | Doha                | 15.                 | 50 km Gehen         | 4:21:54 h           |
| 2021                | Olympische Sommerspiele   | Tokio               | 31.                 | 50 km Gehen         | 4:06:43 h           |
| 2022                | Weltmeisterschaften       | Eugene              | 33.                 | 35 km Gehen         | 2:36:25 h           |
| 2022                | Europameisterschaften     | München             | 41.                 | 35 km Gehen         | 2:46,09 h           |
| 2022                | Europameisterschaften     | München             | 16.                 | 20 km Gehen         | 1:25:54 h           |

## Persönliche Bestleistungen
Freiluft
- 5-km-Gehen: 20:17,82 min, 20. September 2014, Alytus
- 10.000-m-Bahngehen: 40:37,64 min, 5. September 2020, Birštonas
- 20-km-Gehen: 1:22:55 h, 18. September 2020, Alytus
- 35-km-Gehen: 2:36:25 h, 24. Juli 2022, Eugene
- 50-km-Gehen: 3:48:24 h, 20. März 2021, Dudince, (litauischer Rekord)

Halle
- 5000-m-Gehen: 19:30,13 min, 22. Februar 2020, Klaipėda
- 10.000-m-Gehen: 46:40,71 min, 19. Februar 2010, Klaipėda